# Září 2021
Toto je archivovaný článek z portálu Aktuality.
1. září – středa
 V boccii na paralympijských hrách v Tokiu vybojoval Adam Peška zlatou medaili. 
 Jiří Suchánek a Petr Svatoš na paralympijských hrách v Tokiu získali ve stolním tenisu v kategorii družstev ve třídě TT3 bronzovou medaili. 
 Lukostřelkyně Šárka Musilová si na paralympijských hrách v Tokiu vystřelila druhou stříbrnou medaili v lukostřelbě žen v kategorii W1. 
2. září – čtvrtek
 Na paralympijských hrách v Tokiu si na bronzovou medaili ve vrhu koulí žen v kategorii F35 dohodila Anna Luxová. 
 Polsko vyhlásilo na hranici s Běloruskem výjimečný stav. 
3. září – pátek
 Na paralympijských hrách v Tokiu si po zlaté medaili z paralympijských her v Riu de Janeiru doplaval Arnošt Petráček pro stříbrnou medaili v plavání znaku na 50 metrů. 
5. září – neděle
 V Tokiu proběhl závěrečný ceremoniál ukončující Letní paralympijské hry 2020 a předávající štafetu do Paříže. Česká výprava si odvezla 2 zlaté, 3 stříbrné a 3 bronzové medaile. 
 Guinejské speciální síly sesadily a zadržely prezidenta Alpha Contého. Vojenskou juntu vede Mamady Doumbouya. 
6. září – pondělí
 Tálibán dobyl Bázárak, hlavní město provincie Pandžšír dosud ovládané provládními silami vedenými Ahmadem Masúdem a viceprezidentem Amrulláhem Sálihem. 
 Ve věku 88 let zemřel francouzský herec Jean-Paul Belmondo. 
 Běloruští opoziční představitelé Maryja Kalesnikavová a Maksim Znak byli odsouzeni k 11 a 10 letům vězení mj. za spiknutí s cílem uchopit moc neústavní cestou. 
7. září – úterý
 Tálibán představil přechodnou vládu Afghánistánu, v jejím čele stanul Muhammad Hasan Achund. 
 Bitcoin se stal úřední měnou Salvadoru. 
 V Mnichově byl zahájen mezinárodní autosalón IAA Mobility. 
8. září – středa
 V Paříži byl zahájen soudní proces se 20 osobami obžalovanými z podílu na teroristických útocích spáchaných v Paříži v listopadu 2015. 
9. září – čtvrtek
 Ruský prezident Vladimir Putin a běloruský prezident Alexandr Lukašenko se shodli na 28 programech integrace obou zemí. 
10. září – pátek
 Ruská plynárenská firma Gazprom oznámila, že byla dokončena výstavba plynovodu Nord Stream 2, který vede po dně Baltského moře z Ruska do Německa. 
11. září – sobota
 Hlavní cenu 78. ročníku mezinárodního filmového festivalu v Benátkách Zlatého lva získalo francouzské drama L'Événement režisérky Audrey Diwanové natočené podle autobiografické knihy Annie Ernauxové. 
15. září – středa
 Svou čtyřdenní návštěvu Slovenska ukončil papež František mší svatou v Šaštíně; mši koncelebroval odvolaný trnavský arcibiskup Róbert Bezák. 
 Při výbuchu plynu v rodinném domě v Koryčanech na Kroměřížsku zemřeli dva dobrovolní hasiči a dva další byli zranění. 
16. září – čtvrtek
 Mezinárodní tým vědců pod vedením Cícera Moraese zrekonstruoval podobu obličeje svaté Ludmily. 
 Společnost SpaceX vyslala na oběžnou dráhu první plně civilní misi Inspiration4. 
17. září – pátek
 Ve věku 84 let zemřel bývalý alžírský prezident Abdelazíz Buteflika. 
19. září – neděle
 V ruských parlamentních volbách zvítězila strana Jednotné Rusko a udržela si ústavní většinu. 
 Na Kanárském ostrově La Palma začala erupce sopky Cumbre Vieja. 
20. září – pondělí
 Soudní dvůr Evropské unie vyměřil Polsku pokutu 500 000 eur za každý den, kdy bude pokračovat těžba v dole Turów, neboť firma PGE ignorovala předběžné rozhodnutí soudu vydané na základě české žaloby. 
 Útočník ozbrojený puškou zabil při střelbě na univerzitě v Permu šest lidí. 
22. září – středa
 Světová zdravotnická organizace vydala nová doporučení pro ochranu zdraví, v nichž stanovuje přijatelnou míru znečištění ovzduší prachem PM10 a PM2.5, oxidem dusičitým, ozonem a oxidem siřičitým. 
 Ve věku 65 let zemřel anglický divadelní, filmový a televizní režisér Roger Michell, jehož nejznámějším dílem je film  Notting Hill. 
23. září – čtvrtek
 USA vrátily Iráku 3500 let starou tabulku s Eposem o Gilgamešovi, která byla odcizena v 90. letech. 
24. září – pátek
 V Plzni byl zahájen 34. ročník filmové přehlídky Finále promítáním animovaného filmu Moje slunce Mad Michaely Pavlátové. 
25. září – sobota
 V islandských parlamentních volbách zvítězila dosavadní vládnoucí Strana nezávislosti. 
26. září – neděle
 Švýcaři v referendu schválili s 64,1 procenta stejnopohlavní manželství. 
 V německých parlamentních volbách zvítězila Sociálnědemokratická strana pod vedením Olafa Scholze. 
27. září – pondělí
 Cenu Václava Havla za lidská práva za rok 2021 získala jedna z vedoucích osobností běloruské opozice Maryja Kalesnikavová. 
 Při zemětřesení o síle 5,8 stupňů zemřel na Krétě jeden člověk a 11 jich bylo zraněno. 
28. září – úterý
 Předseda horní sněmovny Parlamentu České republiky předal 15 osobnostem stříbrné medaile. Mezi oceněnými byli např. Michal Koudelka, Eva Jiřičná, Jiří Suchý či Helena Illnerová. 
 Cenu Neuron za celoživotní přínos vědě převzali v Národním muzeu hematolog Josef Prchal, fyzik Václav Petříček a matematik David Preiss. 
30. září – čtvrtek
 Bankovní rada České národní banky zvýšila základní úrokovou sazbu o 0,75 procentního bodu na 1,5 %. Jde o nejvyšší jednorázové zvýšení od roku 1997. 